# Besenkamp
Besenkamp is een dorp in het noorden van de Duitse gemeente Enger, deelstaat Noordrijn-Westfalen, en telt 1.768 inwoners (31 december 2019).
Het dorp is waarschijnlijk in de middeleeuwen ontstaan uit twee oude dorpen met de namen „Benzencampe“ en „Wedemere“, dat gezien de eerste helft van de naam, bij een bos (Oudsaksisch: widu) gelegen moet hebben.

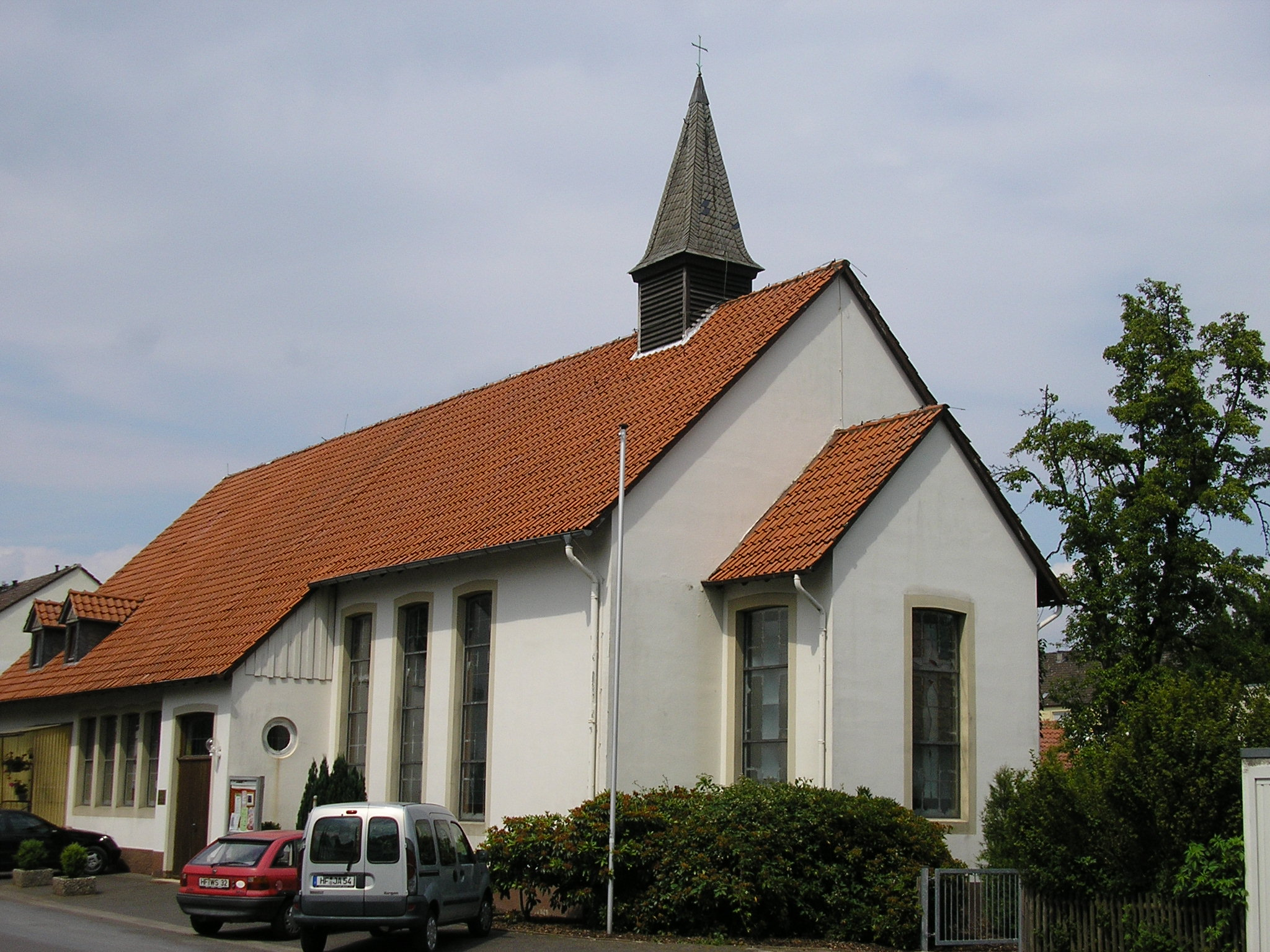
Evangelisch-lutherse kerk te Besenkamp